# Liste der Kulturgüter in Delley-Portalban
Die Liste der Kulturgüter in Delley-Portalban enthält alle Objekte in der Gemeinde Delley-Portalban im Kanton Freiburg, die gemäss der Haager Konvention zum Schutz von Kulturgut bei bewaffneten Konflikten, dem Bundesgesetz vom 20. Juni 2014 über den Schutz der Kulturgüter bei bewaffneten Konflikten sowie der Verordnung vom 29. Oktober 2014 über den Schutz der Kulturgüter bei bewaffneten Konflikten unter Schutz stehen.
Objekte der Kategorie A sind vollständig in der Liste enthalten, Objekte der Kategorie B sind im Gemeindegebiet nicht ausgewiesen, Objekte der Kategorie C fehlen zurzeit (Stand: 1. Januar 2023).

## Kulturgüter
| Foto | | Objekt | Kat. | Typ | Standort                                   | Beschreibung |
| ---- | --- | --- | ---- | --- | ------------------------------------------ | ------------ |
| ja   | Datei hochladen · Wikidata zu Herrenhaus Castella und Kapelle der Dreifaltigkeit der Jungfrau Maria und des Heiligen Antonius von Padua (Q5049678) | Herrenhaus Castella und Kapelle der Dreifaltigkeit der Jungfrau Maria und des Heiligen Antonius von Padua / Manoir de Castella et chapelle de la Trinité-de-la-Vierge-Marie-et-de-Saint-Antoine-de-Padoue KGS-Nr.: 02011 | A    | G   | Route de Portalban 40, 40a 564141 / 196198 |              |